# Liste der Stolpersteine in Wiesbaden-Bierstadt
 Info: Angaben zu Eigenschaften, welche alle Teillisten für Wiesbaden gemeinsam haben, sind unter Liste der Stolpersteine in Wiesbaden zu finden.

## Liste
| Adresse                                  | Name                          | Inschrift mit Ergänzungen                                                                                            | Verlegedatum  | Bild | Anmerkung |
| ---------------------------------------- | ----------------------------- | --- | ------------- | ---- | --- |
| Venatorstraße 1 (früher Schulstraße 1) · | Pauline Kanter geb. Ackermann | Hier wohnte Pauline Kanter geb. Ackermann Jg. 1871 Deportiert 1942 Theresienstadt Ermordet 29.9.1942 in Treblinka    | 28. Aug. 2008 |      | Zur Erinnerung an Pauline Kanter geb. Ackermann aus Wiesbaden-Bierstadt |
| Poststraße 19 ·                          | Arthur Levy                   | Hier wohnte Arthur Levy Jg. 1901 Verhaftet 1941 Dachau Deportiert Ermordet 7.11.1941 KZ Gross-Rosen                  | 2. Juli 2009  |      | Arthur Levy entstammte einer alt eingesessenen jüdischen Familie aus Bierstadt. Sein Vater Julius Levy, betrieb in der Rathausstr. 19 in Bierstadt eine Metzgerei, die bis 1933 Schächterlaubnis hatte. Auch Arthur wurde Metzger und arbeitete im elterlichen Geschäft. Lina Levy, Arthurs Mutter, bleibt als letzte aus der Familie allein in Wiesbaden zurück. Am 01.09.1942 wird auch sie deportiert und kommt nach Theresienstadt. |
| Poststraße 19 ·                          | Irma Levy geb. Hirschheimer   | Hier wohnte Irma Levy geb. Hirschheimer Jg. 1901 Deportiert 1942 Lublin Ermordet 1942 in Sobibor                     | 2. Juli 2009  |      | Arthur Levy entstammte einer alt eingesessenen jüdischen Familie aus Bierstadt. Sein Vater Julius Levy, betrieb in der Rathausstr. 19 in Bierstadt eine Metzgerei, die bis 1933 Schächterlaubnis hatte. Auch Arthur wurde Metzger und arbeitete im elterlichen Geschäft. Lina Levy, Arthurs Mutter, bleibt als letzte aus der Familie allein in Wiesbaden zurück. Am 01.09.1942 wird auch sie deportiert und kommt nach Theresienstadt. |
| Poststraße 19 ·                          | Lina Levy geb. Cohn           | Hier wohnte Lina Levy geb. Cohn Jg. 1869 Deportiert 1942 Theresienstadt Tot 29.5.1944                                | 2. Juli 2009  |      | Arthur Levy entstammte einer alt eingesessenen jüdischen Familie aus Bierstadt. Sein Vater Julius Levy, betrieb in der Rathausstr. 19 in Bierstadt eine Metzgerei, die bis 1933 Schächterlaubnis hatte. Auch Arthur wurde Metzger und arbeitete im elterlichen Geschäft. Lina Levy, Arthurs Mutter, bleibt als letzte aus der Familie allein in Wiesbaden zurück. Am 01.09.1942 wird auch sie deportiert und kommt nach Theresienstadt. |
| Poststraße 19 ·                          | Lucie Levy                    | Hier wohnte Lucie Levy Jg. 1935 Deportiert 1942 Lublin Ermordet 1942 in Sobibor                                      | 2. Juli 2009  |      | Arthur Levy entstammte einer alt eingesessenen jüdischen Familie aus Bierstadt. Sein Vater Julius Levy, betrieb in der Rathausstr. 19 in Bierstadt eine Metzgerei, die bis 1933 Schächterlaubnis hatte. Auch Arthur wurde Metzger und arbeitete im elterlichen Geschäft. Lina Levy, Arthurs Mutter, bleibt als letzte aus der Familie allein in Wiesbaden zurück. Am 01.09.1942 wird auch sie deportiert und kommt nach Theresienstadt. |
| Raiffeisenstraße 27 ·                    | Joseph Kahn                   | Hier wohnte Joseph Kahn Jg. 1905 Flucht 1937 Frankreich Interniert Drancy Deportiert 1943 Ermordet 1943 in Auschwitz | 28. Aug. 2008 |      | |